# 1994 en football
Cet article présente les faits marquants de l'année 1994 en football, dont l'événement majeur est la victoire du Brésil à World Cup 1994.

## Janvier
- 8 janvier, Championnat d'Espagne : au Camp Nou, le FC Barcelone humilie le Real Madrid sur le lourd score de 5-0. L'attaquant brésilien Romário est l'auteur d'un triplé.
- 31 janvier : Roy Evans devient le nouvel entraîneur de Liverpool. Il succède à Graeme Souness.

## Mars
- 23 mars : première sélection en équipe du Brésil pour Ronaldo lors du match Brésil - Argentine.

## Avril
- 10 avril, Coupe d'Afrique des nations, finale : le Nigeria remporte la Coupe d'Afrique des nations (CAN) en battant la Zambie en finale. La Côte d'Ivoire se classe 3e en battant le Mali.
- 17 avril, Championnat d'Italie : le Milan AC est champion d’Italie.
- 20 avril, Coupe d'Espagne, finale : le Real Saragosse remporte la Coupe d'Espagne face au Celta Vigo.
- 30 avril, Championnat de France : le Paris Saint-Germain est champion de France.
- 30 avril : dernier match pour les fans de Liverpool dans le « Kop » d'Anfield sous son ancienne formule.
- 30 avril, Championnat des Pays-Bas : l'Ajax Amsterdam est sacrée championne des Pays-Bas.

## Mai

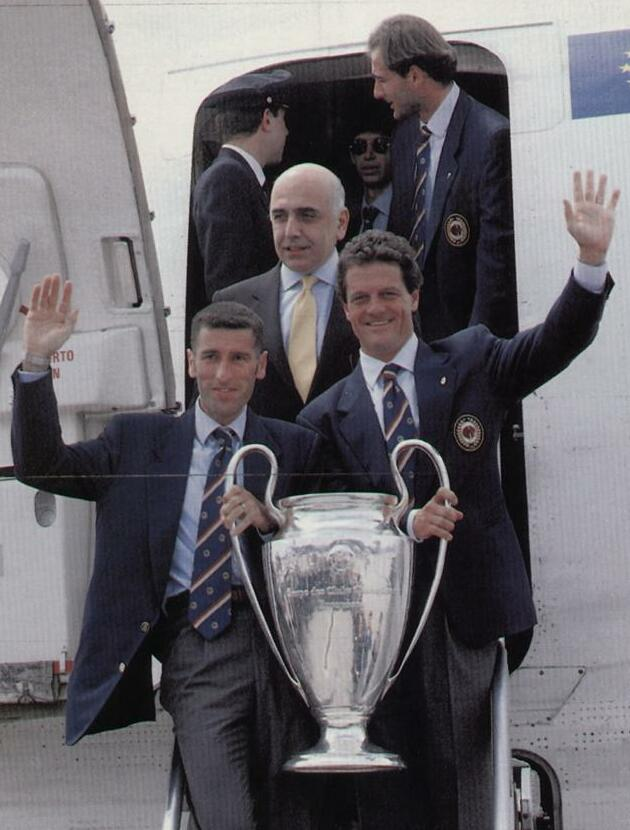
Mauro Tassotti, Fabio Capello et Adriano Galliani avec le trophée de la Ligue des champions.

- 1er mai, Championnat d'Angleterre : Manchester United est champion d’Angleterre.
- 4 mai, Coupe d'Europe des vainqueurs de coupe, finale : Arsenal remporte la Coupe d'Europe des vainqueurs de coupes face à Parme AC, 1-0.
- 7 mai :
  - Championnat d'Espagne : à Santiago Bernabéu, le FC Barcelone s'impose 1-0 sur le Real Madrid. L'unique but de la partie est inscrit par Guillermo Amor.
  - Championnat d'Allemagne : Le Bayern Munich est sacré champion d’Allemagne avec un total de 44 points.
- 10 mai, Championnat de Suisse : le Servette Genève est champion de Suisse.
- 11 mai, Coupe UEFA, finale : l'Inter Milan remporte la Coupe UEFA face à l'Austria Salzbourg. C'est la deuxième Coupe de l'UEFA remportée par l'Inter.
- 14 mai :
  - Coupe de France, finale : l'AJ Auxerre remporte la Coupe de France en battant en finale le Montpellier HSC (3-0). C'est la première Coupe de France gagnée par l'AJA.
  - Coupe d'Allemagne, finale : le Werder Brême remporte la Coupe d'Allemagne face à Rot Weiss Essen, 3-1.
  - Coupe d'Angleterre, finale : Manchester United remporte la Coupe d'Angleterre face à Chelsea, 4-0.
- 15 mai :
  - Championnat d'Espagne, finale : le FC Barcelone est champion d'Espagne.
  - Championnat de Belgique : le RSC Anderlecht est champion de Belgique.
- 18 mai, Ligue des champions de l'UEFA, finale : le Milan AC remporte la Ligue des champions en battant le FC Barcelone en finale sur le lourd score de 4-0. Il s'agit du cinquième titre pour le Milan AC dans cette compétition.
- 22 mai, Championnat du Portugal : le Benfica Lisbonne est champion du Portugal.
- 26 mai : débuts de Fabien Barthez en équipe de France face à l'Australie : victoire 1-0.

## Juin
- 17 juin : début de la Coupe du monde de football qui se déroule aux États-Unis. En match d'ouverture, l'Allemagne, tenante du titre, s'impose 1-0 sur la Bolivie.

## Juillet
- 9 juillet, Coupe du monde, quarts de finale : victoire de l'Italie sur l'Espagne et qualification du Brésil qui élimine les Pays-Bas.
- 10 juillet, Coupe du monde, quarts de finale : victoire de la Bulgarie sur l'Allemagne et qualification de la Suède qui élimine la Roumanie aux Tirs au but.
- 13 juillet, Coupe du monde, demi-finales : victoire de l'Italie sur la Bulgarie et qualification du Brésil qui élimine la Suède.
- 17 juillet, Coupe du monde, finale : le Brésil remporte la Coupe du monde en battant l'Italie aux tirs au but (0-0, 3 t.a.b. à 2). Il s'agit de la quatrième Coupe du monde remportée par le Brésil, après les victoires de 1958, 1962 et 1970.

## Août
- 17 août : Zinédine Zidane et Lilian Thuram honorent leur première sélection en équipe de France à l'occasion du match amical France-République tchèque. Zidane marque ce jour-là 2 buts et permet à la France d'arracher le match nul 2-2.
- 31 août, Copa Libertadores, finale : le CA Vélez Sársfield (Argentine) remporte la Copa Libertadores face au São Paulo Futebol Clube (Brésil).

## Octobre
- 7 octobre : Franz Beckenbauer devient le nouveau président du Bayern Munich.

## Décembre
- 17 décembre, Coupe des clubs champions africains, finale : l'Espérance sportive de Tunis remporte la Coupe d'Afrique des clubs champions en battant le Zamalek Sporting Club.
- 20 décembre : l'attaquant bulgare Hristo Stoitchkov reçoit le Ballon d'Or 1994.

## Naissances
Plus d'informations : Liste d'acteurs du football nés en 1994.
- 14 janvier : Emre Can, footballeur allemand.
- 15 janvier : Eric Dier, footballeur anglais.
- 19 janvier : Matthias Ginter, footballeur allemand.
- 20 janvier : Lucas Piazon, footballeur brésilien.
- 7 février : Alessandro Schöpf, footballeur autrichien.
- 8 février : Hakan Çalhanoğlu, footballeur turc.
- 13 février : 
  - Danzell Gravenberch, footballeur néerlandais.
  - Memphis Depay, footballeur néerlandais.
- 16 février : Federico Bernardeschi, footballeur italien.
- 28 février : Arkadiusz Milik, footballeur polonais.
- 13 mars : Gerard Deulofeu, footballeur espagnol.
- 22 mars : Douglas Santos, footballeur brésilien.
- 23 mars : Nick Powell, footballeur anglais.
- 21 avril :
  - Mitchell Weiser, footballeur allemand.
  - Ludwig Augustinsson, footballeur suédois.
- 28 avril : Uilson, footballeur brésilien.
- 6 mai : Mateo Kovačić, footballeur croate.
- 14 mai : Marquinhos, footballeur brésilien.
- 16 mai : Zeca, footballeur brésilien.
- 28 mai : John Stones, footballeur anglais
- 15 juin : Yussuf Poulsen, footballeur danois.
- 17 juin : Rodrigo Dourado, footballeur brésilien.
- 29 juin : Baptiste Aloé, footballeur français.
- 11 juillet : Lucas Ocampos, footballeur argentin.
- 17 juillet : Benjamin Mendy, footballeur français.
- 25 juillet : Jordan Lukaku, footballeur belge.
- 3 août : Corentin Tolisso, footballeur français.
- 5 août : Martín Rodríguez, footballeur chilien.
- 10 août : Bernardo Silva, footballeur portugais.
- 8 septembre : 
  - Yassine Benzia, footballeur algérien.
  - Bruno Fernandes, footballeur portugais.
- 16 septembre : Aleksandar Mitrović, footballeur serbe.
- 23 septembre : Yerry Mina, footballeur colombien.
- 8 novembre : Matheus Doria, footballeur brésilien.
- 10 novembre : Xeka, footballeur portugais.
- 21 novembre : Saúl Ñíguez, footballeur espagnol.
- 24 novembre : Nabil Bentaleb, footballeur algérien.
- 5 décembre : Ondrej Duda, footballeur slovaque.
- 8 décembre : Raheem Sterling, footballeur anglais.
- 19 décembre : M'Baye Niang, footballeur français.

## Principaux décès
Plus d'informations : Liste d'acteurs du football morts en 1994.
- 9 janvier : décès à 36 ans d'Alain Bienaimé, joueur français[1].
- 19 janvier : décès à 61 ans de Jef Vliers, international belge ayant remporté 2 Championnat de Belgique devenu entraîneur. Il fut égalememt sélectionneur du Luxembourg.

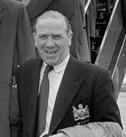
Matt Busby, mort le 20 janvier 1994.

- 20 janvier : décès à 84 ans de Sir Matt Busby, international écossais, vainqueur de la Coupe d'Angleterre 1934 en tant que joueur, puis entraîneur de Manchester United pendant 24 ans, durant lesquels il remporte la Coupe des clubs champions 1968, le championnat d'Angleterre à cinq reprises et la Coupe d'Angleterre à deux reprises. Il fut également sélectionneur de l'Angleterre et de l'Écosse.
- 1er février : décès à 67 ans de Lars Eriksson, international suédois ayant remporté la médaille de bronze aux Jeux olympiques 1952.
- 7 février : décès à 81 ans de Marcel Miquel, joueur français ayant remporté 2 Championnat de France et la Coupe de France en 1934[2].
- 12 février : décès à 72 ans de Jacques Delachet, joueur français ayant remporté la Coupe de France en 1943[3].
- 13 février : décès à 85 ans de Reg Mountford, joueur anglais. Il fut également sélectionneur du Danemark remportant la médaille de bronze aux Jeux olympiques 1948.
- 6 mars : décès à 101 ans de Georges Geronimi, international français[4].
- 21 mars : décès à 73 ans d'Andrés da Silva, international péruvien ayant remporté 4 Championnat du Pérou.
- 7 avril : décès à 84 ans de Ştefan Dobay, international roumain ayant remporté 4 Championnat de Roumanie et 2 Coupe de Roumanie puis comme entraîneur le Championnat de Roumanie 1956.
- 18 avril : décès à 23 ans de Dener Augusto de Sousa, international brésilien.
- 16 mai : décès à 63 ans de Raymond Fiori, joueur français[5].
- 26 mai : décès à 83 ans d'André Gérard, joueur français ayant remporté la Coupe de France 1941 puis comme entraîneur le Championnat de France 1950. Il fut également sélectionneur de la Tunisie.
- 30 mai : décès à 39 ans d'Agostino Di Bartolomei, joueur italien ayant remporté le Championnat d'Italie 1983 et 3 Coupe d'Italie.
- 2 juillet : assassinat à 27 ans d'Andrés Escobar, défenseur colombien ayant remporté la Copa Libertadores 1989, la Copa Interamericana 1990 et le championnat de Colombie à deux reprises.
- 22 juillet : décès à 67 ans de Carucio Severo, joueur brésilien.
- 9 août : décès à 87 ans Aldo Donelli, international américain devenu entraîneur.
- 10 septembre : décès à 69 ans de Max Morlock, international ouest-allemand ayant remporté la Coupe du monde 1954, 2 Championnat d'Allemagne et la Coupe d'Allemagne 1962.
- 15 septembre : décès à 90 ans de Charles Allé, international français ayant remporté la Coupe de France en 1927[6].
- 15 septembre : décès à 75 ans de Saïd Benarab, joueur franco-algérien ayant remporté le Championnat de France 1950 devenu entraîneur.
- 16 septembre : décès à 68 ans de Johnny Berry, international anglais ayant remporté 3 Championnat d'Angleterre.
- 17 septembre : décès à 85 ans d'Arnold Badjou, international belge ayant remporté 2 Championnat de Belgique et la Coupe de Belgique en 1935.
- 23 septembre : décès à 85 ans de Severino Minelli, international suisse devenu entraîneur. Il fut également sélectionneur de son pays.
- 26 septembre : décès à 86 ans de Michel Lauri, international argentin et français ayant remporté le championnat de France en 1938.
- 16 novembre : décès à 82 ans de Hubert D'Hollander, joueur puis entraîneur belge.
- 26 novembre : décès à 56 ans de Zygmunt Chlosta, joueur français ayant remporté la Coupe de France 1971[7].
- 26 novembre : décès à 86 ans de Numa Andoire, joueur français puis entraineur ayant remporté 2 Championnat de France et la Coupe de France 1952[8].
- 28 novembre : décès à 73 ans de Venancio Pérez, international espagnol ayant remporté la Coupe d'Espagne 1950.
- 30 novembre : décès à 80 ans de Louis Gabrillargues, international français ayant remporté le Championnat de France 1934 et la Coupe de France 1934 devenu entraîneur[9].
- 15 décembre : décès à 55 ans de Djamel El Okbi, joueur algérien ayant remporté le Championnat d'Algérie 1963.

## Groupes de supporters créés
- Red Kaos 94 (Grenoble Foot 38).
- Red Tigers 1994 (Racing Club de Lens).

## Liens
- RSSSF : Tous les résultats du monde